# Exocoelactis
Exocoelactis is een geslacht van zeeanemonen uit de familie van de Exocoelactinidae .

## Soorten
- Exocoelactis actinostoloides (Wassilieff, 1908)
- Exocoelactis tuberosa (Hertwig, 1882)